# Acacia fauntleroyi
Acacia fauntleroyi — вид квіткових рослин з родини бобових. Ареал: Австралія (Західна Австралія).

## Середовище проживання
Його знаходять серед гранітних відслонень і валунів, що ростуть у кишенях піщаних ґрунтів.

## Біоморфологічна характеристика
Це кущ або невелике дерево, яке зазвичай досягає висоти від 1,8 до 7 метрів з та жовтими квітками. Сріблясті гілочки мають дрібні шовковисті волоски. Філодії від сріблястого до сіро-зеленого кольору мають лінійну або трохи вигнуту форму. Філодії мають довжину від 8 до 20 см і ширину від 1,5 до 4 мм, а також укриті шовковистими волосками і сім-дев'ятьма піднятими жилками. Прості суцвіття розташовані поодиноко або попарно в пазухах. Квіткові головк від облоїдної до циліндричної форми містять від 43 до 49 квіток золотистого кольору. Квіткові головки мають довжину від 7 до 15 мм і діаметр від 5,5 до 7 мм. Лінійні коричневі стручки підняті над насінням, прямі або злегка вигнуті, завдовжки до 10 см і до 5 мм ушир. Злегка блискуче світло-темно-коричневе насіння всередині стручків має широкоеліптичну або довгасту форму та довжину від 3,5 до 4 мм.